# Saphenophis boursieri
Espèce
Synonymes
- Dromicus boursieri Jan, 1867
- Coronella whymperi Boulenger, 1883

Saphenophis boursieri  est une espèce de serpents de la famille des Dipsadidae.

## Répartition
Cette espèce se rencontre en Équateur et en Colombie.

## Description
L'holotype de Saphenophis boursieri, une femelle probablement adulte, mesure environ 590 mm dont 136 mm pour la queue.

## Étymologie
Cette espèce est nommée en l'honneur de Jules Bourcier.

## Publication originale
- Jan, 1867 : Iconographie générale des ophidiens. J.B. Bailière et Fils, Paris, Livraison 25 (texte intégral).